# Svartbukig stare
Svartbukig stare (Notopholia corusca) är en fågel i familjen starar inom ordningen tättingar.

## Utseende och läte
Svartbukig stare är en rätt liten och slank medlem av familjen, med svartaktig fjäderdräkt. Buken är svart och resten av fjäderdräkten är endast måttligt glansig jämfört med andra mörka starar i dess utbredningsområde. Ögat är vanligtvis gult, men blir rött hos hanen vid en kort period under häckningen. Sången är snabb och varierande, och kan innehålla härmningar.

## Utbredning och systematik
Svartbukig stare placeras som enda art i släktet Notopholia. Den delas in i två underarter med följande utbredning:
- Notopholia corusca corusca – förekommer i kustnära buskområden, från södra Somalia till östra Swaziland och Kapprovinsen.
- Notopholia corusca vaughani – förekommer på ön Pemba utanför Tanzania.

## Levnadssätt
Arten hittas i och kring fuktiga skogsområden, mestadels kustnära.

## Status och hot
Arten har ett stort utbredningsområde och en stor population, men tros minska i antal till följd av habitatförstörelse och fragmentering. Den minskar dock inte tillräckligt kraftigt för att den ska betraktas som hotad. Internationella naturvårdsunionen IUCN kategoriserar därför arten som livskraftig (LC). Världspopulationen har inte uppskattats men den beskrivs som lokalt vanlig till mycket vanlig.